# Carcinarctia
Carcinarctia é um género de traça pertencente à família Arctiidae.